# Birtič
Birtič je priimek več znanih Slovencev:
- Anton Birtič (1924—2009), pevec, pesnik in skladatelj
- Valentin Birtič (1909—1994), rimskokatoliški duhovnik in pesnik